# Terremoto de Zagreb de 1880
El terremoto de 1880 que sacudió Zagreb, y también conocido como el gran terremoto de Zagreb, ocurrió con una magnitud de momento de 6,3 el 9 de noviembre de 1880. Su epicentro fue en la montaña Medvednica al norte de Zagreb. Aunque solo una persona murió en el terremoto, destruyó y dañó muchos edificios.

## El terremoto y daños
Según los datos de la Estación Meteorológica de Zagreb, el terremoto ocurrió a las 07:33 a. m. CET y fue seguido por una serie de temblores de menor intensidad. Los registros contemporáneos dicen que se vendieron 3.800 boletos salientes en la estación principal de Zagreb dentro de las primeras 24 horas del terremoto inicial, ya que muchos lugareños intentaron salir de la ciudad para Viena, Ljubljana, Graz y otras ciudades austrohúngaras en las cercanías de Zagreb.
Las autoridades de la ciudad formaron una comisión para evaluar los daños, y su informe oficial dijo que un total de 1.758 edificios se vieron afectados (sin contar las iglesias y los edificios estatales), de los cuales 485 sufrieron daños graves.
La Academia de Ciencias y Artes de Croacia organizó la documentación de los edificios dañados por el destacado fotógrafo de Zagreb Ivan Standl. El edificio más importante dañado fue la catedral de Zagreb, que luego se sometió a una reconstrucción exhaustiva dirigida por Hermann Bollé y que se prolongó durante 26 años antes de que finalmente se terminara en 1906. Sin embargo, los daños provocados por el terremoto impulsaron la construcción y muchos edificios históricos en el área de la Ciudad Baja de la ciudad se construyó en los años siguientes.